# Mistinguett
Mistinguett (vlastním jménem Jeanne-Marie Bourgeois, 4. dubna 1875, Enghien-les-Bains, Francie – 5. ledna 1956, Bougival) byla francouzská herečka , tanečnice a varietní zpěvačka.
Popularitu získala v Paříži - Moulin Rouge a Folies-Bergere-Casino Paris. Je autorkou vzpomínek Toute ma vie.